# International Federation of Business and Professional Women
La International Federation of Business and Professional Women  (o BPW International) es una organización mundial comprometida con la creación de redes y el empoderamiento de las mujeres en todo el mundo. 

## Historia

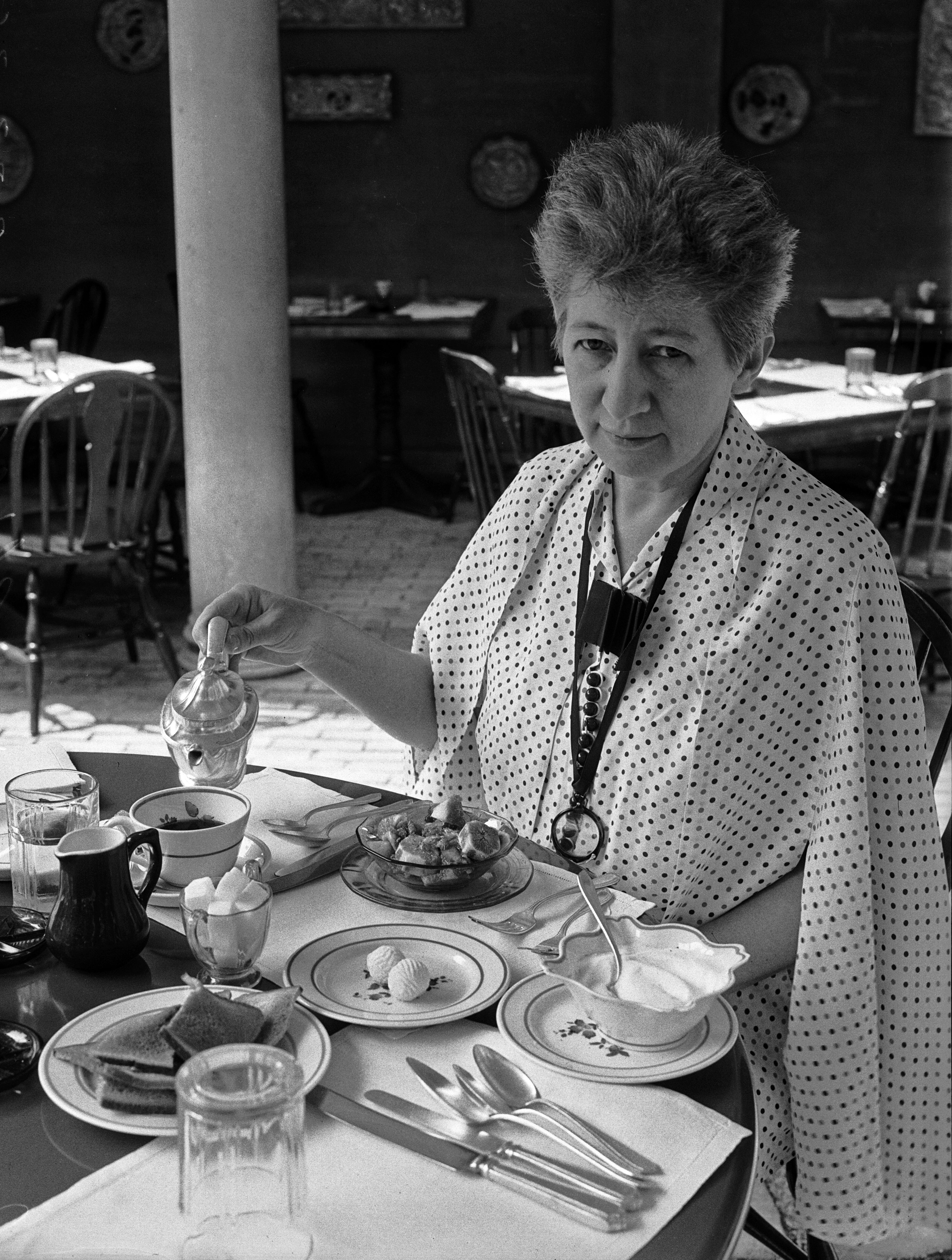
Imagen de Lena Madesin Phillips, fundadora de la Federación.

La Federación Internacional de Mujeres Empresarias y Profesionales fue fundada en Ginebra, Suiza, el 26 de agosto de 1930, por la Dra. Lena Madesin Phillips de Kentucky. Como presidenta de la Federación Nacional de Clubes de Mujeres Profesionales y Empresariales de los Estados Unidos, Phillips había organizado varios viajes a Europa en 1928 y 1929 para establecer contactos con mujeres de negocios y profesionales en Europa. Cientos de clubes femeninos estadounidenses participaron en estos "Goodwill Tours" o viajes de buena voluntad y nació el movimiento. Los países miembros fundadores de BPW International fueron Austria, Canadá, Francia, Gran Bretaña, Italia y los Estados Unidos de América. La Doctora Phillips fue elegida como la primera presidenta de BPW International y mantuvo su cargo hasta 1947. En 1933, la Dra. Phillips se convirtió en presidenta del Consejo Internacional de Mujeres que se celebró junto con la Feria Mundial de Chicago.
En 1934, la sede se trasladó de Ginebra a Londres, compartiendo espacio de oficina en 20 Regent Street con la Asociación Eléctrica para Mujeres (EAW). En 1936, la ingeniera británica y directora de la EAW Caroline Haslett se convirtió en vicepresidenta, ocupando la presidencia en 1950.

## Organización
BPW International se organiza como un foro para mujeres de negocios y profesionales que tiene presencia en más de 100 países y cuenta con más de un cuarto de millón de asociadas. Se ocupa de desarrollar el potencial profesional, de liderazgo y comercial de las mujeres en todos los niveles a través de la promoción, la tutoría y el desarrollo de habilidades. Sus programas y proyectos de empoderamiento económico en todo el mundo promueven la participación equitativa de mujeres y hombres en las funciones de toma de decisiones en todos los niveles. BPW International tiene estatus consultivo con el Consejo Económico y Social de las Naciones Unidas (ECOSOC) y estatus participativo con el Consejo de Europa.
La Federación Internacional de Mujeres Empresarias y Profesionales reúne y ofrece las opiniones de mujeres empresarias y profesionales a organizaciones y agencias mundiales. BPW International promueve sus objetivos sin distinción de origen étnico, raza, religión o creencias políticas.
Según su sitio web, las asociadas de los clubes locales, regionales y nacionales deben asumir un papel activo como mujeres profesionales "en la economía, la política y la sociedad". Deben trabajar en nombre de las mujeres profesionales en todas partes, especialmente en los papeles de tutoría y loby. La organización tiene una estrecha relación con las Naciones Unidas y otras organizaciones internacionales en su trabajo para promover el papel de la mujer. La organización tiene muchas publicaciones que documentan su trabajo.